# Tällvattnet (Gideå socken, Ångermanland)
Tällvattnet är en sjö i Nordmalings kommun och Örnsköldsviks kommun i Ångermanland och ingår i Lögdeälven-Husåns kustområde. Sjön har en area på 0,187 kvadratkilometer och ligger 176,1 meter över havet. Sjön avvattnas av vattendraget Tällvattensbäcken.

## Delavrinningsområde
Tällvattnet ingår i det delavrinningsområde (705640-166838) som SMHI kallar för Utloppet av Tällvattnet. Medelhöjden är 189 meter över havet och ytan är 1,3 kvadratkilometer. Det finns inga avrinningsområden uppströms utan avrinningsområdet är högsta punkten. Tällvattensbäcken som avvattnar avrinningsområdet har biflödesordning 2, vilket innebär att vattnet flödar genom totalt 2 vattendrag innan det når havet efter 18 kilometer. Avrinningsområdet består mestadels av skog (81 procent). Avrinningsområdet har 0,19 kvadratkilometer vattenytor vilket ger det en sjöprocent på 14,2 procent.